# Angelo Fusco
Angelo Fusco (* 2. September 1956) ist ein ehemaliger Freiwilliger der Belfast Brigade der IRA. Nach seiner Flucht aus einem Gefängnis in Belfast 1981, wurde er in Abwesenheit wegen Mordes an einem SAS-Offizier zu lebenslanger Haft verurteilt. Nach einer Haftstrafe in Irland entging er einer Auslieferung und wurde schließlich im Dezember 2000 von Königin Elisabeth II. begnadigt.

## Biografie
Angelo Fusco ist italienischer Abstammung und wuchs in West-Belfast auf, wo seine Familie einen Imbiss betrieb. Er trat der Belfast Brigade der IRA bei und wurde Mitglied einer Active Service Unit (ASU) namens „M60-Gang“, aufgrund ihrer Verwendung eines aus US-Beständen stammenden M60-Maschinengewehrs. Die Gang soll 1979/80 mehrere Feuerüberfälle verübt und dabei bis zu acht Sicherheitskräfte getötet haben, darunter Constable William Magill bei einem Angriff an der Stewartstown Road in Belfast am 9. April 1980.
Durch Geheimdienstarbeit konnte das Waffenversteck der M60-Gang in einem Gebäude in der Belfaster Antrim Road ausgemacht werden, dass daraufhin am 2. Mai 1980 von einer Gruppe SAS-Soldaten gestürmt werden sollte. Dabei kam es zu einem Feuergefecht, bei dem Captain Herbert Westmacott vom SAS getötet wurde. Angelo Fusco und seine Komplizen ergaben sich erst nach einer rund halbstündigen Belagerung. Captain Westmacott war ein Cousin des Diplomaten Peter Westmacott sowie erster und zugleich hochrangigster SAS-Soldat, der im Nordirlandkonflikt getötet wurde. Er erhielt posthum das Military Cross verliehen.
Im Juni 1981 entkam Fusco zusammen mit sieben weiteren IRA-Männern durch Waffengewalt aus dem Belfaster Crumlin Road-Gefängnis, zwei Tage bevor er wegen Mordes an Westmacott zu lebenslanger Haft verurteilt worden wäre. Seine Verurteilung wurde in seiner Abwesenheit ausgesprochen.
Fusco konnte sich nach Irland absetzen, wo er im Januar 1982 von der irischen Polizei verhaftet wurde. Für den Ausbruch in Nordirland wurde er aufgrund des grenzüberschreitenden Criminal Law Jurisdiction Act nach irischem Recht zu einer zehnjährigen Freiheitsstrafe verurteilt, die er bis Januar 1992 im Portlaoise Prison bei Dublin verbüßte. Nach seiner Freilassung ordnete das Dubliner Bezirksgericht seine Überstellung nach Nordirland an, was Fusco jedoch nach dreijährigem Rechtsstreit vorläufig vor dem Obersten Gerichtshof verhindern konnte. Inzwischen lebte er mit seiner Frau und drei Kindern in Tralee. Als der Oberste Gerichtshof im Februar 1998 nun doch seine Auslieferung verfügte, war Fusco bereits untergetaucht.
Im Januar 2000 wurde er zufällig bei einer Verkehrskontrolle nahe Tralee verhaftet. Er soll sich seit seinem Untertauchen unbehelligt bei seinem Bruder in Dublin aufgehalten und mehrmals seine Familie in Tralee besucht haben. Seine bevorstehende Auslieferung wurde durch eine von der Sinn-Féin-Partei unterstützten Berufung verhindert. Unter den Republikanern galt seine bevorstehende Auslieferung als eine Torpedierung des Friedensprozesses. Im November 2000 wurde von einer Auslieferung mit Bezugnahme auf das Karfreitagsabkommen von 1998 abgesehen, eine diesbezügliche Erklärung wurde von Nordirland-Minister Peter Mandelson verlesen. Im Dezember 2000 wurde Fusco durch das königliche Begnadigungsrecht Straffreiheit im Falle einer Rückkehr nach Nordirland zugesichert.